# Matatiki
Cet article possède un paronyme, voir Matariki.

Matatiki signifie le visage (mata) ou regard de Tiki en langue marquisienne.
Le matatiki désigne également les arts graphiques marquisiens, qui ont été classés à l'inventaire national du patrimoine culturel immatériel en France en 2020.

## Historique
Le drapeau marquisien a pris naissance le 30 décembre 1978 par les membres fondateurs de l’association Motu Haka qui ont choisi les couleurs et l’idée du Matatiki.
Pour renforcer l’image marquisienne du drapeau des îles Marquises, Mgr Le Cléac’h a souhaité y faire apparaître une des figures emblématiques du pays, le dieu Tiki. Au centre du triangle blanc trône sa face stylisée aussi noire que l’encre du tatouage dont, avec la sculpture, la mythologie explique qu’il est le créateur et le dieu tutélaire.
Néanmoins en 2018, Teìki Huukena, maître-tatoueur, propose à la CODIM, Communauté de Communes des Îles Marquises, un nouveau matatiki, le visage de Tiki. Le 15 mars 2019 paraît au Journal Officiel la décision de la CODIM de faire apparaître ce nouveau matatiki sur le pavillon des îles Marquises.
Une explication de ce changement serait que l'image précédente était une représentation de Tiki associée à la mort.